# Liga Campionilor EHF Feminin 2012-2013 - faza grupelor și grupele principale
Acest articol descrie primul și al doilea tur al Ligii Campionilor EHF Feminin 2012-2013.

## Format
Cele 16 echipe sunt împărțite în patru grupe de câte patru. Fiecare echipă va juca câte un joc pe teren propriu și unul în deplasare împotriva fiecărui adversar din grupă. Primele două echipe clasate vor avansa în grupele principale.

## Împărțire
Tragerea la sorți a meciurilor fazei grupelor a avut loc pe 6 iulie, la Gartenhotel Altmannsdorf din Viena. În acest proces a fost implicat un total de 16 echipe, care au fost împărțite în patru urne valorice de câte patru. Împărțirea s-a efectuat pe baza coeficienților EHF. Cluburile din aceeași urnă valorică sau din aceeași asociație sportivă nu au putut fi trase la sorți în aceeași grupă, cu excepția câștigătoarei Turneului Wild Card, care nu s-a bucurat de niciun fel de protecție.
| Urna 1                                                                    | Urna a 2-a                                              | Urna a 3-a                                                             | Urna a 4-a                                                            |
| ------------------------------------------------------------------------- | ------------------------------------------------------- | ---------------------------------------------------------------------- | --------------------------------------------------------------------- |
| Győri Audi ETO KC ŽRK Budućnost Podgorica Larvik HK CS Oltchim Rm. Vâlcea | Randers HK Thüringer HC Dinamo Volgograd Krim Ljubljana | Hypo Niederösterreich Podravka Koprivnica IK Sävehof Zvezda Zvenigorod | Viborg HK Buxtehuder SV U Jolidon Cluj-Napoca FTC-Rail Cargo Hungaria |

## Faza grupelor

### Grupa A
| Echipa                | M | V | E | Î | GM  | GP  | G   | Pct |
| --------------------- | - | - | - | - | --- | --- | --- | --- |
| CS Oltchim Rm. Vâlcea | 6 | 6 | 0 | 0 | 170 | 129 | +41 | 12  |
| Randers HK            | 6 | 3 | 0 | 3 | 166 | 156 | +10 | 6   |
| Hypo Niederösterreich | 6 | 3 | 0 | 3 | 156 | 153 | +3  | 6   |
| Buxtehuder SV         | 6 | 0 | 0 | 6 | 134 | 188 | −54 | 0   |

| 14 octombrie 2012 19:00 | CS Oltchim Rm. Vâlcea | 30 – 25 | Hypo Niederösterreich | Sala Sporturilor Traian, Râmnicu Vâlcea Asistență: 2.986 Arbitri: Santos, Fonseca |
| 14 octombrie 2012 19:00 | Bulatović 10          | (15–12) | Aćimović 6            | Sala Sporturilor Traian, Râmnicu Vâlcea Asistență: 2.986 Arbitri: Santos, Fonseca |
| 14 octombrie 2012 19:00 | 5× 3×                 | Raport  | 3×                    | Sala Sporturilor Traian, Râmnicu Vâlcea Asistență: 2.986 Arbitri: Santos, Fonseca |

| 15 octombrie 2012 19:00 | Randers HK | 36 – 26 | Buxtehuder SV | Elro Arena Randers, Randers Asistență: 1.551 Arbitri: Kurtagic, Wetterwik |
| 15 octombrie 2012 19:00 | Jacobsen 8 | (20–10) | Fischer 7     | Elro Arena Randers, Randers Asistență: 1.551 Arbitri: Kurtagic, Wetterwik |
| 15 octombrie 2012 19:00 | 4× 3×      | Raport  | 3×            | Elro Arena Randers, Randers Asistență: 1.551 Arbitri: Kurtagic, Wetterwik |

| 20 octombrie 2012 15:00 | Buxtehuder SV | 15 – 34 | CS Oltchim Rm. Vâlcea | Alsterdorfer Sporthalle, Hamburg Asistență: 1.300 Arbitri: Crnojević, Radič |
| 20 octombrie 2012 15:00 | Fischer 6     | (6–14)  | Bulatović 7           | Alsterdorfer Sporthalle, Hamburg Asistență: 1.300 Arbitri: Crnojević, Radič |
| 20 octombrie 2012 15:00 | 2×            | Raport  | 1× 2×                 | Alsterdorfer Sporthalle, Hamburg Asistență: 1.300 Arbitri: Crnojević, Radič |

| 20 octombrie 2012 20:25 | Hypo Niederösterreich            | 32 – 25 | Randers HK | Bundessport- und Freizeitzentrum Südstadt, Maria Enzersdorf Asistență: 500 Arbitri: Kijauskaite, Zaliene |
| 20 octombrie 2012 20:25 | Do Nascimento, da Silva, Temes 6 | (18–11) | Dembele 6  | Bundessport- und Freizeitzentrum Südstadt, Maria Enzersdorf Asistență: 500 Arbitri: Kijauskaite, Zaliene |
| 20 octombrie 2012 20:25 | 3×                               | Raport  | 2× 1×      | Bundessport- und Freizeitzentrum Südstadt, Maria Enzersdorf Asistență: 500 Arbitri: Kijauskaite, Zaliene |

| 27 octombrie 2012 15:00 | Randers HK | 20 – 24 | CS Oltchim Rm. Vâlcea | Elro Arena Randers, Randers Asistență: 1.450 Arbitri: Gubica, Milošević |
| 27 octombrie 2012 15:00 | Andersen 5 | (9–11)  | Curea 6               | Elro Arena Randers, Randers Asistență: 1.450 Arbitri: Gubica, Milošević |
| 27 octombrie 2012 15:00 | 3×         | Raport  | 3× 2×                 | Elro Arena Randers, Randers Asistență: 1.450 Arbitri: Gubica, Milošević |

| 28 octombrie 2012 15:00 | Buxtehuder SV | 20 – 28 | Hypo Niederösterreich | Alsterdorfer Sporthalle, Hamburg Asistență: 1.200 Arbitri: Andorka, Hucker |
| 28 octombrie 2012 15:00 | Fischer 6     | (8–11)  | Diniz 8               | Alsterdorfer Sporthalle, Hamburg Asistență: 1.200 Arbitri: Andorka, Hucker |
| 28 octombrie 2012 15:00 | 3× 2×         | Raport  | 4× 2×                 | Alsterdorfer Sporthalle, Hamburg Asistență: 1.200 Arbitri: Andorka, Hucker |

| 3 noiembrie 2012 20:25 | Hypo Niederösterreich | 27 - 24 | Buxtehuder SV | Bundessport- und Freizeitzentrum Südstadt, Maria Enzersdorf Asistență: 800 Arbitri: Nabokau, Kulik |
| 3 noiembrie 2012 20:25 | Do Nascimento 8       | (14-11) | Lütz 8        | Bundessport- und Freizeitzentrum Südstadt, Maria Enzersdorf Asistență: 800 Arbitri: Nabokau, Kulik |
| 3 noiembrie 2012 20:25 | 3× 2×                 | Raport  | 1× 3×         | Bundessport- und Freizeitzentrum Südstadt, Maria Enzersdorf Asistență: 800 Arbitri: Nabokau, Kulik |

| 4 noiembrie 2012 19:30 | CS Oltchim Rm. Vâlcea | 27 - 23 | Randers HK | Sala Sporturilor Traian, Râmnicu Vâlcea Asistență: 2.788 Arbitri: Krstić, Ljubić |
| 4 noiembrie 2012 19:30 | Brădeanu 7            | (10-10) | Aguilar 6  | Sala Sporturilor Traian, Râmnicu Vâlcea Asistență: 2.788 Arbitri: Krstić, Ljubić |
| 4 noiembrie 2012 19:30 | 1× 3×                 | Raport  | 1× 3×      | Sala Sporturilor Traian, Râmnicu Vâlcea Asistență: 2.788 Arbitri: Krstić, Ljubić |

| 11 noiembrie 2012 15:00 | Buxtehuder SV | 27 - 33 | Randers HK | Alsterdorfer Sporthalle, Hamburg Asistență: 1.500 Arbitri: Leandersson, Lindroos |
| 11 noiembrie 2012 15:00 | Stapelfeldt 7 | (11-16) | Andersen 7 | Alsterdorfer Sporthalle, Hamburg Asistență: 1.500 Arbitri: Leandersson, Lindroos |
| 11 noiembrie 2012 15:00 | 3× 2×         | Raport  | 2× 3×      | Alsterdorfer Sporthalle, Hamburg Asistență: 1.500 Arbitri: Leandersson, Lindroos |

| 11 noiembrie 2012 17:00 | Hypo Niederösterreich  | 24 - 25 | CS Oltchim Rm. Vâlcea | Bundessport- und Freizeitzentrum Südstadt, Maria Enzersdorf Asistență: 1.020 Arbitri: Marić, Mašić |
| 11 noiembrie 2012 17:00 | Cavaleiro Fachinello 8 | Raport  | Bulatović 10          | Bundessport- und Freizeitzentrum Südstadt, Maria Enzersdorf Asistență: 1.020 Arbitri: Marić, Mašić |
| 11 noiembrie 2012 17:00 | 5× 3×                  |         | 5× 3×                 | Bundessport- und Freizeitzentrum Südstadt, Maria Enzersdorf Asistență: 1.020 Arbitri: Marić, Mašić |

| 18 noiembrie 2012 15:00 | Randers HK | 29 - 20 | Hypo Niederösterreich | Elro Arena Randers, Randers Asistență: 1.700 Arbitri: Dobrovits, Tájok |
| 18 noiembrie 2012 15:00 | Dalby 8    | (15-9)  | Diniz 5               | Elro Arena Randers, Randers Asistență: 1.700 Arbitri: Dobrovits, Tájok |
| 18 noiembrie 2012 15:00 | 5× 1×      | Raport  | 3× 2×                 | Elro Arena Randers, Randers Asistență: 1.700 Arbitri: Dobrovits, Tájok |

| 18 noiembrie 2012 19:00 | CS Oltchim Rm. Vâlcea | 30 - 22 | Buxtehuder SV | Sala Sporturilor Traian, Râmnicu Vâlcea Asistență: 1.846 Arbitri: Mazeika, Gatelis |
| 18 noiembrie 2012 19:00 | Bulatović 6           | (18-10) | Stapelfeldt 6 | Sala Sporturilor Traian, Râmnicu Vâlcea Asistență: 1.846 Arbitri: Mazeika, Gatelis |
| 18 noiembrie 2012 19:00 | 5× 3×                 | Raport  | 3× 2×         | Sala Sporturilor Traian, Râmnicu Vâlcea Asistență: 1.846 Arbitri: Mazeika, Gatelis |

### Grupa B
| Echipa              | M | V | E | Î | GM  | GP  | G   | Pct |
| ------------------- | - | - | - | - | --- | --- | --- | --- |
| Győri Audi ETO KC   | 6 | 6 | 0 | 0 | 180 | 134 | +46 | 12  |
| Krim Ljubljana      | 6 | 3 | 0 | 3 | 151 | 157 | −6  | 6   |
| Podravka Koprivnica | 6 | 3 | 0 | 3 | 136 | 143 | −7  | 6   |
| Universitatea Cluj  | 6 | 0 | 0 | 6 | 141 | 174 | −33 | 0   |

| 13 octombrie 2012 17:15 | Győri Audi ETO KC | 24 – 19 | Podravka Koprivnica | Magvassy Mihály Sportcsarnok, Győr Asistență: 2,000 Arbitri: Gousko, Repkin |
| 13 octombrie 2012 17:15 | Amorim 5          | (11–7)  | Damnjanović 9       | Magvassy Mihály Sportcsarnok, Győr Asistență: 2,000 Arbitri: Gousko, Repkin |
| 13 octombrie 2012 17:15 | 1× 2×             | Raport  | 6× 3×               | Magvassy Mihály Sportcsarnok, Győr Asistență: 2,000 Arbitri: Gousko, Repkin |

| 14 octombrie 2012 19:30 | Krim Ljubljana | 28 – 27 | Universitatea Cluj | Arena Stožice, Ljubljana Asistență: 2,500 Arbitri: Leszczynski, Piechota |
| 14 octombrie 2012 19:30 | Müller 9       | (15–13) | Ani Senocico 8     | Arena Stožice, Ljubljana Asistență: 2,500 Arbitri: Leszczynski, Piechota |
| 14 octombrie 2012 19:30 | 4× 3×          | Report  | 2× 3×              | Arena Stožice, Ljubljana Asistență: 2,500 Arbitri: Leszczynski, Piechota |

| 20 octombrie 2012 17:30 | Universitatea Cluj | 25 – 30 | Győri Audi ETO KC | Sala Sporturilor Horia Demian, Cluj-Napoca Asistență: 3,000 Arbitri: Bonaventura, Bonaventura |
| 20 octombrie 2012 17:30 | Ani Senocico 7     | (13–20) | Lekić, Løke 8     | Sala Sporturilor Horia Demian, Cluj-Napoca Asistență: 3,000 Arbitri: Bonaventura, Bonaventura |
| 20 octombrie 2012 17:30 | 4× 3×              | Raport  | 1× 2×             | Sala Sporturilor Horia Demian, Cluj-Napoca Asistență: 3,000 Arbitri: Bonaventura, Bonaventura |

| 21 octombrie 2012 17:30 | Podravka Koprivnica | 25 – 22 | Krim Ljubljana | Fran Galović, Koprivnica Asistență: 2,500 Arbitri: Fleisch, Rieber |
| 21 octombrie 2012 17:30 | Čović 8             | (14–11) | Martín 8       | Fran Galović, Koprivnica Asistență: 2,500 Arbitri: Fleisch, Rieber |
| 21 octombrie 2012 17:30 | 2× 3×               | Raport  | 4× 3×          | Fran Galović, Koprivnica Asistență: 2,500 Arbitri: Fleisch, Rieber |

| 27 octombrie 2012 17:30 | Universitatea Cluj | 19 – 20 | Podravka Koprivnica | Sala Sporturilor Horia Demian, Cluj-Napoca Asistență: 2,500 Arbitri: Kleven, Ramberg |
| 27 octombrie 2012 17:30 | Cartaș 5           | (6–10)  | Damnjanović 6       | Sala Sporturilor Horia Demian, Cluj-Napoca Asistență: 2,500 Arbitri: Kleven, Ramberg |
| 27 octombrie 2012 17:30 | 1× 2×              | Raport  | 2× 3×               | Sala Sporturilor Horia Demian, Cluj-Napoca Asistență: 2,500 Arbitri: Kleven, Ramberg |

| 28 octombrie 2012 19:30 | Krim Ljubljana | 20 – 31 | Győri Audi ETO KC | Arena Stožice, Ljubljana Asistență: 2,500 Arbitri: Opava, Valek |
| 28 octombrie 2012 19:30 | Wörz, Zrnec 4  | (9–12)  | Görbicz 8         | Arena Stožice, Ljubljana Asistență: 2,500 Arbitri: Opava, Valek |
| 28 octombrie 2012 19:30 | 2× 3×          | Raport  | 2× 3×             | Arena Stožice, Ljubljana Asistență: 2,500 Arbitri: Opava, Valek |

| 3 noiembrie 2012 15:00 | Győri Audi ETO KC | 29 - 22 | Krim Ljubljana | Magvassy Mihály Sportcsarnok, Győr Asistență: 1,800 Arbitri: Kijauskaite, Zaliene |
| 3 noiembrie 2012 15:00 | Radičević 7       | (16-9)  | Mavsar 6       | Magvassy Mihály Sportcsarnok, Győr Asistență: 1,800 Arbitri: Kijauskaite, Zaliene |
| 3 noiembrie 2012 15:00 | 2× 3×             | Raport  | 4× 3×          | Magvassy Mihály Sportcsarnok, Győr Asistență: 1,800 Arbitri: Kijauskaite, Zaliene |

| 4 noiembrie 2012 18:00 | Podravka Koprivnica | 28 - 21 | Universitatea Cluj | Fran Galović, Koprivnica Asistență: 2,500 Arbitri: Lythje, Christiansen |
| 4 noiembrie 2012 18:00 | Damnjanović 11      | (16-13) | Tivadar 6          | Fran Galović, Koprivnica Asistență: 2,500 Arbitri: Lythje, Christiansen |
| 4 noiembrie 2012 18:00 | 3×                  | Raport  | 3×                 | Fran Galović, Koprivnica Asistență: 2,500 Arbitri: Lythje, Christiansen |

| 11 noiembrie 2012 16:30 | Universitatea Cluj | 23 - 31 | Krim Ljubljana | Sala Sporturilor Horia Demian, Cluj-Napoca Asistență: 2,700 Arbitri: Kurtagic, Wetterwik |
| 11 noiembrie 2012 16:30 | Senocico 5         | (12-15) | Mavsar         | Sala Sporturilor Horia Demian, Cluj-Napoca Asistență: 2,700 Arbitri: Kurtagic, Wetterwik |
| 11 noiembrie 2012 16:30 | 2× 3×              | Raport  | 5× 3×          | Sala Sporturilor Horia Demian, Cluj-Napoca Asistență: 2,700 Arbitri: Kurtagic, Wetterwik |

| 11 noiembrie 2012 17:30 | Podravka Koprivnica | 22 - 29 | Győri Audi ETO KC | Fran Galović, Koprivnica Asistență: 2,500 Arbitri: Schulze, Tönnies |
| 11 noiembrie 2012 17:30 | Damnjanović 8       | (11-14) | Lekić 7           | Fran Galović, Koprivnica Asistență: 2,500 Arbitri: Schulze, Tönnies |
| 11 noiembrie 2012 17:30 | 2× 3×               | Raport  | 4× 3×             | Fran Galović, Koprivnica Asistență: 2,500 Arbitri: Schulze, Tönnies |

| 17 November 2012 16:00 | Győri Audi ETO KC | 37 – 26 | Universitatea Cluj | Magvassy Mihály Sportcsarnok, Győr Asistență: 1,800 Arbitri: Rakitina , Tkaciuk |
| 17 November 2012 16:00 | Szepesi 7         | (17–14) | Chintoan 9         | Magvassy Mihály Sportcsarnok, Győr Asistență: 1,800 Arbitri: Rakitina , Tkaciuk |
| 17 November 2012 16:00 | 4× 3×             | Raport  | 5× 1×              | Magvassy Mihály Sportcsarnok, Győr Asistență: 1,800 Arbitri: Rakitina , Tkaciuk |

| 18 November 2012 20:30 | Krim Ljubljana   | 28 – 22 | Podravka Koprivnica | Arena Stožice, Ljubljana Asistență: 3,000 Arbitri: Lorente, Serradilla |
| 18 November 2012 20:30 | Martín, Müller 6 | (14–12) | Damnjanović 8       | Arena Stožice, Ljubljana Asistență: 3,000 Arbitri: Lorente, Serradilla |
| 18 November 2012 20:30 | 6× 3× 1×         | Raport  | 3×                  | Arena Stožice, Ljubljana Asistență: 3,000 Arbitri: Lorente, Serradilla |

### Grupa C
| Echipa           | M | V | E | Î | GM  | GP  | G   | Pct |
| ---------------- | - | - | - | - | --- | --- | --- | --- |
| Larvik HK        | 6 | 5 | 0 | 1 | 197 | 156 | +41 | 10  |
| Ferencváros      | 6 | 5 | 0 | 1 | 183 | 163 | +20 | 10  |
| Dinamo Volgograd | 6 | 1 | 0 | 5 | 157 | 200 | −43 | 2   |
| IK Sävehof       | 6 | 1 | 0 | 5 | 174 | 192 | −18 | 2   |

| 13 octombrie 2012 17:45 | Larvik HK  | 39 – 31 | IK Sävehof | Arena Larvik, Larvik Asistență: 1,450 Arbitri: Marić, Mašić |
| 13 octombrie 2012 17:45 | Sulland 10 | (21–13) | Odén 8     | Arena Larvik, Larvik Asistență: 1,450 Arbitri: Marić, Mašić |
| 13 octombrie 2012 17:45 | 2× 3×      | Raport  | 1× 3×      | Arena Larvik, Larvik Asistență: 1,450 Arbitri: Marić, Mašić |

| 14 octombrie 2012 16:00 | Dinamo Volgograd | 21 – 37 | Ferencváros | „Dinamo”, Volgograd Asistență: 1,200 Arbitri: Florescu, Duță |
| 14 octombrie 2012 16:00 | Hmirova 6        | (9–23)  | Tomori 8    | „Dinamo”, Volgograd Asistență: 1,200 Arbitri: Florescu, Duță |
| 14 octombrie 2012 16:00 | 5× 3×            | Raport  | 4× 3×       | „Dinamo”, Volgograd Asistență: 1,200 Arbitri: Florescu, Duță |

| 21 octombrie 2012 16:00 | IK Sävehof | 28 – 34 | Dinamo Volgograd | Partillebohallen, Sävehof Asistență: 1,150 Arbitri: Brehmer, Skowronek |
| 21 octombrie 2012 16:00 | Odén 7     | (10–16) | Hmirova 7        | Partillebohallen, Sävehof Asistență: 1,150 Arbitri: Brehmer, Skowronek |
| 21 octombrie 2012 16:00 | 1× 2×      | Raport  | 1× 2×            | Partillebohallen, Sävehof Asistență: 1,150 Arbitri: Brehmer, Skowronek |

| 21 octombrie 2012 18:00 | Ferencváros      | 28 – 24 | Larvik HK | Főtáv FTC Kézilabda Aréna, Budapesta Asistență: 2,498 Arbitri: Stolarovs, Līcis |
| 21 octombrie 2012 18:00 | Tomori, Zácsik 5 | (16–12) | Edin 7    | Főtáv FTC Kézilabda Aréna, Budapesta Asistență: 2,498 Arbitri: Stolarovs, Līcis |
| 21 octombrie 2012 18:00 | 1× 2×            | Raport  | 4× 3×     | Főtáv FTC Kézilabda Aréna, Budapesta Asistență: 2,498 Arbitri: Stolarovs, Līcis |

| 27 octombrie 2012 19:00 | Ferencváros   | 31 – 28 | IK Sävehof | Főtáv FTC Kézilabda Aréna, Budapesta Asistență: 2,498 Arbitri: Santos, Fonseca |
| 27 octombrie 2012 19:00 | Szucsanszki 9 | (15–16) | Roberts 9  | Főtáv FTC Kézilabda Aréna, Budapesta Asistență: 2,498 Arbitri: Santos, Fonseca |
| 27 octombrie 2012 19:00 | 4× 2×         | Raport  | 4×         | Főtáv FTC Kézilabda Aréna, Budapesta Asistență: 2,498 Arbitri: Santos, Fonseca |

| 28 octombrie 2012 16:00 | Dinamo Volgograd        | 24 – 35 | Larvik HK | „Dinamo”, Volgograd Asistență: 1,200 Arbitri: Horáček, Novotný |
| 28 octombrie 2012 16:00 | Grebenkina, Stepanova 3 | (14–17) | Edin 8    | „Dinamo”, Volgograd Asistență: 1,200 Arbitri: Horáček, Novotný |
| 28 octombrie 2012 16:00 | 3×                      | Report  | 2× 3×     | „Dinamo”, Volgograd Asistență: 1,200 Arbitri: Horáček, Novotný |

| 3 noiembrie 2012 17:45 | Larvik HK | 40 - 25 | Dinamo Volgograd | Arena Larvik, Larvik Asistență: 1847 Arbitri: Jurinović, Mrvica |
| 3 noiembrie 2012 17:45 | Edin 9    | (20-11) | Makeeva 5        | Arena Larvik, Larvik Asistență: 1847 Arbitri: Jurinović, Mrvica |
| 3 noiembrie 2012 17:45 | 4× 2×     | Raport  | 5× 3×            | Arena Larvik, Larvik Asistență: 1847 Arbitri: Jurinović, Mrvica |

| 4 noiembrie 2012 15:00 | IK Sävehof | 32 - 34 | Ferencváros    | Partillebohallen, Sävehof Asistență: 768 Arbitri: Florescu, Duță |
| 4 noiembrie 2012 15:00 | Odén 7     | (15-13) | Szucsánszki 12 | Partillebohallen, Sävehof Asistență: 768 Arbitri: Florescu, Duță |
| 4 noiembrie 2012 15:00 | 3×         | Raport  | 5× 3×          | Partillebohallen, Sävehof Asistență: 768 Arbitri: Florescu, Duță |

| 11 noiembrie 2012 15:00 | IK Sävehof | 25 - 29 | Larvik HK | Partillebohallen, Sävehof Asistență: 1,066 Arbitri: Olesen, Pedersen |
| 11 noiembrie 2012 15:00 | Roberts 8  | (13-11) | Sulland 6 | Partillebohallen, Sävehof Asistență: 1,066 Arbitri: Olesen, Pedersen |
| 11 noiembrie 2012 15:00 | 3×         | Raport  | 3×        | Partillebohallen, Sävehof Asistență: 1,066 Arbitri: Olesen, Pedersen |

| 11 noiembrie 2012 19:00 | Ferencváros           | 30 - 28 | Dinamo Volgograd | Főtáv FTC Kézilabda Aréna, Budapesta Asistență: 2,002 Arbitri: Vešović, Mitrović |
| 11 noiembrie 2012 19:00 | Szucsánszki, Tomori 9 | (14-17) | Hmirova 6        | Főtáv FTC Kézilabda Aréna, Budapesta Asistență: 2,002 Arbitri: Vešović, Mitrović |
| 11 noiembrie 2012 19:00 | 2× 3×                 | Raport  | 6× 3×            | Főtáv FTC Kézilabda Aréna, Budapesta Asistență: 2,002 Arbitri: Vešović, Mitrović |

| 17 noiembrie 2012 17:45 | Larvik HK | 30 – 23 | Ferencváros   | Arena Larvik, Larvik Asistență: 2,890 Arbitri: Nabokau, Kulik |
| 17 noiembrie 2012 17:45 | Mörk 6    | (16–13) | Szamoránsky 6 | Arena Larvik, Larvik Asistență: 2,890 Arbitri: Nabokau, Kulik |
| 17 noiembrie 2012 17:45 | 5× 3× 1×  | Raport  | 5× 3× 1×      | Arena Larvik, Larvik Asistență: 2,890 Arbitri: Nabokau, Kulik |

| 18 noiembrie 2012 16:00 | Dinamo Volgograd | 25 – 30 | IK Sävehof | „Dinamo”, Volgograd Asistență: 1,200 Arbitri: Brunovský, Čanda |
| 18 noiembrie 2012 16:00 | Borșenko 6       | (12–13) | Odén 9     | „Dinamo”, Volgograd Asistență: 1,200 Arbitri: Brunovský, Čanda |
| 18 noiembrie 2012 16:00 | 5× 3×            | Raport  | 4× 3×      | „Dinamo”, Volgograd Asistență: 1,200 Arbitri: Brunovský, Čanda |

### Grupa D
| Echipa              | M | V | E | Î | GM  | GP  | G   | Pct |
| ------------------- | - | - | - | - | --- | --- | --- | --- |
| Zvezda Zvenigorod   | 6 | 5 | 0 | 1 | 154 | 142 | +12 | 10  |
| Budućnost Podgorica | 6 | 4 | 0 | 2 | 149 | 134 | +15 | 8   |
| Thüringer HC        | 6 | 3 | 0 | 3 | 146 | 153 | −7  | 6   |
| Viborg HK           | 6 | 0 | 0 | 6 | 143 | 163 | −20 | 0   |

| 13 octombrie 2012 20:00 | Budućnost Podgorica | 29 – 21 | Zvezda Zvenigorod | Centrul Sportiv Morača, Podgorica Asistență: 3,500 Arbitri: Opava, Valek |
| 13 octombrie 2012 20:00 | Knežević 11         | (15–9)  | Nikolić 7         | Centrul Sportiv Morača, Podgorica Asistență: 3,500 Arbitri: Opava, Valek |
| 13 octombrie 2012 20:00 | 6× 3×               | Raport  | 2× 3×             | Centrul Sportiv Morača, Podgorica Asistență: 3,500 Arbitri: Opava, Valek |

| 14 octombrie 2012 15:00 | Thüringer HC | 34 – 30 | Viborg HK | Salza-Halle, Bad Langensalza Asistență: 1,750 Arbitri: Jurinović, Mrvica |
| 14 octombrie 2012 15:00 | Jakubisová 6 | (18–14) | Gulldén 8 | Salza-Halle, Bad Langensalza Asistență: 1,750 Arbitri: Jurinović, Mrvica |
| 14 octombrie 2012 15:00 | 4× 3×        | Raport  | 4× 3×     | Salza-Halle, Bad Langensalza Asistență: 1,750 Arbitri: Jurinović, Mrvica |

| 20 octombrie 2012 17:00 | Zvezda Zvenigorod | 31 – 24 | Thüringer HC | Sala Sporturilor „Olimpiskii”, Cehov Asistență: 800 Arbitri: Stark, Stefan |
| 20 octombrie 2012 17:00 | Viahireva 10      | (15–13) | Nadgornaja 9 | Sala Sporturilor „Olimpiskii”, Cehov Asistență: 800 Arbitri: Stark, Stefan |
| 20 octombrie 2012 17:00 | 3×                | Raport  | 1× 3×        | Sala Sporturilor „Olimpiskii”, Cehov Asistență: 800 Arbitri: Stark, Stefan |

| 21 octombrie 2012 17:00 | Viborg HK           | 20 – 26 | Budućnost Podgorica | Viborg Stadionhal, Viborg Asistență: 1,420 Arbitri: Bonifert, Oláh |
| 21 octombrie 2012 17:00 | Gulldén, Pedersen 5 | (12–14) | Knežević 8          | Viborg Stadionhal, Viborg Asistență: 1,420 Arbitri: Bonifert, Oláh |
| 21 octombrie 2012 17:00 | 4× 2×               | Raport  | 7× 3×               | Viborg Stadionhal, Viborg Asistență: 1,420 Arbitri: Bonifert, Oláh |

| 28 octombrie 2012 15:00 | Thüringer HC | 24 – 20 | Budućnost Podgorica | Salza-Halle, Bad Langensalza Asistență: 1,900 Arbitri: Covalciuc, Covalciuc |
| 28 octombrie 2012 15:00 | Jakubisová 7 | (10–10) | Knežević 6          | Salza-Halle, Bad Langensalza Asistență: 1,900 Arbitri: Covalciuc, Covalciuc |
| 28 octombrie 2012 15:00 | 3× 2×        | Raport  | 3×                  | Salza-Halle, Bad Langensalza Asistență: 1,900 Arbitri: Covalciuc, Covalciuc |

| 28 octombrie 2012 17:00 | Viborg HK | 27 – 28 | Zvezda Zvenigorod | Viborg Stadionhal, Viborg Asistență: 1,523 Arbitri: Mata, López |
| 28 octombrie 2012 17:00 | Fisker 7  | (12–13) | Nikolić 8         | Viborg Stadionhal, Viborg Asistență: 1,523 Arbitri: Mata, López |
| 28 octombrie 2012 17:00 | 3×        | Raport  | 2×                | Viborg Stadionhal, Viborg Asistență: 1,523 Arbitri: Mata, López |

| 4 noiembrie 2012 18:30 | Zvezda Zvenigorod | 20 - 17 | Viborg HK | Sala Sporturilor „Olimpiskii”, Cehov Asistență: 700 Arbitri: Buache, Meyer |
| 4 noiembrie 2012 18:30 | Lacrabère 6       | (8-9)   | Ahlm 4    | Sala Sporturilor „Olimpiskii”, Cehov Asistență: 700 Arbitri: Buache, Meyer |
| 4 noiembrie 2012 18:30 | 4× 2× 1×          | Raport  | 3×        | Sala Sporturilor „Olimpiskii”, Cehov Asistență: 700 Arbitri: Buache, Meyer |

| 4 noiembrie 2012 19:00 | Budućnost Podgorica | 23 - 15 | Thüringer HC | Centrul Sportiv Morača, Podgorica Asistență: 3,200 Arbitri: Cohen, Peretz |
| 4 noiembrie 2012 19:00 | Knežević 11         | (11-8)  | Frey, Gros 3 | Centrul Sportiv Morača, Podgorica Asistență: 3,200 Arbitri: Cohen, Peretz |
| 4 noiembrie 2012 19:00 | 5× 3×               | Raport  | 4× 2×        | Centrul Sportiv Morača, Podgorica Asistență: 3,200 Arbitri: Cohen, Peretz |

| 11 noiembrie 2012 17:00 | Zvezda Zvenigorod              | 31 - 25 | Budućnost Podgorica | Sala Sporturilor „Olimpiskii”, Cehov Asistență: 1,000 Arbitri: Brehmer, Skowronek |
| 11 noiembrie 2012 17:00 | Lacrabère, Nikolić, Postnova 9 | (17-12) | Knežević 9          | Sala Sporturilor „Olimpiskii”, Cehov Asistență: 1,000 Arbitri: Brehmer, Skowronek |
| 11 noiembrie 2012 17:00 | 7× 3×                          | Raport  | 4× 2×               | Sala Sporturilor „Olimpiskii”, Cehov Asistență: 1,000 Arbitri: Brehmer, Skowronek |

| 11 noiembrie 2012 17:00 | Viborg HK  | 26 - 29 | Thüringer HC | Viborg Stadionhal, Viborg Asistență: 1,638 Arbitri: Herczeg, Südi |
| 11 noiembrie 2012 17:00 | Gulldén 12 | (11-16) | Engel 8      | Viborg Stadionhal, Viborg Asistență: 1,638 Arbitri: Herczeg, Südi |
| 11 noiembrie 2012 17:00 | 3× 2×      | Raport  | 4× 3×        | Viborg Stadionhal, Viborg Asistență: 1,638 Arbitri: Herczeg, Südi |

| 18 noiembrie 2012 15:00 | Thüringer HC           | 20 – 23 | Zvezda Zvenigorod | Salza-Halle, Bad Langensalza Asistență: 2,218 Arbitri: Bonaventura, Bonaventura |
| 18 noiembrie 2012 15:00 | Jakubisová, Wohlbold 5 | (7–13)  | Postnova 7        | Salza-Halle, Bad Langensalza Asistență: 2,218 Arbitri: Bonaventura, Bonaventura |
| 18 noiembrie 2012 15:00 | 2×                     | Raport  | 3×                | Salza-Halle, Bad Langensalza Asistență: 2,218 Arbitri: Bonaventura, Bonaventura |

| 18 noiembrie 2012 19:00 | Budućnost Podgorica | 26 – 23 | Viborg HK | Centrul Sportiv Morača, Podgorica Asistență: 4,000 Arbitri: Cacador, Nicolau |
| 18 noiembrie 2012 19:00 | Knežević 9          | (11–10) | Skov 5    | Centrul Sportiv Morača, Podgorica Asistență: 4,000 Arbitri: Cacador, Nicolau |
| 18 noiembrie 2012 19:00 | 1× 3×               | Raport  | 2× 3×     | Centrul Sportiv Morača, Podgorica Asistență: 4,000 Arbitri: Cacador, Nicolau |

## Grupele principale
Tragerea la sorți a meciurilor din grupele principale a avut loc pe 20 noiembrie, la ora locală 12:00 (13:00 EET), la Gartenhotel Altmannsdorf din Viena. În acest proces a fost implicat un total de 8 echipe, care au fost împărțite în două urne valorice de câte patru. Împărțirea s-a efectuat pe baza locului obținut în faza grupelor, prima urnă cuprinzând echipele care au terminat grupele pe locul întâi, iar a doua urnă cuprinzând echipele care au terminat grupele pe locul doi. Cluburile care au făcut parte din aceeași grupă în faza grupelor nu au putut fi trase la sorți în aceeași grupă principală. În final, fiecare din cele două grupe principale a cuprins două echipe care au terminat faza grupelor pe locul întâi și două care au terminat pe locul doi.

### Urne valorice
| Urna 1                                                              | Urna a 2-a                                                      |
| ------------------------------------------------------------------- | --------------------------------------------------------------- |
| CS Oltchim Rm. Vâlcea Győri Audi ETO KC Larvik HK Zvezda Zvenigorod | Randers HK Krim Ljubljana FTC-Rail Cargo Hungaria ŽRK Budućnost |

### Grupa 1
| Echipa              | M | V | E | Î | GM  | GP  | G   | Pct |
| ------------------- | - | - | - | - | --- | --- | --- | --- |
| Győri Audi ETO KC   | 6 | 6 | 0 | 0 | 160 | 122 | +38 | 12  |
| Larvik HK           | 6 | 4 | 0 | 2 | 146 | 133 | +13 | 8   |
| Budućnost Podgorica | 6 | 1 | 1 | 4 | 116 | 139 | −23 | 3   |
| Randers HK          | 6 | 0 | 1 | 5 | 129 | 157 | −28 | 1   |

| 26 ianuarie 2013 17:15 | Larvik HK          | 25 – 19 | Randers HK | Arena Larvik, Larvik Asistență: 1.752 Arbitri: Schulze, Tönnies |
| 26 ianuarie 2013 17:15 | Riegelhuth-Koren 7 | (12-9)  | Dalby      | Arena Larvik, Larvik Asistență: 1.752 Arbitri: Schulze, Tönnies |
| 26 ianuarie 2013 17:15 | 2× 3×              | Raport  | 1× 3×      | Arena Larvik, Larvik Asistență: 1.752 Arbitri: Schulze, Tönnies |

| 2 februarie 2013 16:00 | Győri Audi ETO KC | 27 – 17 | Budućnost Podgorica | Magvassy Mihály Sportcsarnok, Győr Asistență: 1.800 Arbitri: Zotin, Volodkov |
| 2 februarie 2013 16:00 | Görbicz 7         | (14–7)  | Knežević 6          | Magvassy Mihály Sportcsarnok, Győr Asistență: 1.800 Arbitri: Zotin, Volodkov |
| 2 februarie 2013 16:00 | 4× 3×             | Raport  | 4× 3×               | Magvassy Mihály Sportcsarnok, Győr Asistență: 1.800 Arbitri: Zotin, Volodkov |

| 10 februarie 2013 19:00 | Budućnost Podgorica | 18 – 20 | Larvik HK | Centrul Sportiv Morača, Podgorica Asistență: 4.500 Arbitri: Horáček, Novotný |
| 10 februarie 2013 19:00 | Bulatović 5         | (9-8)   | Sulland 6 | Centrul Sportiv Morača, Podgorica Asistență: 4.500 Arbitri: Horáček, Novotný |
| 10 februarie 2013 19:00 | 2× 3×               | Raport  | 3×        | Centrul Sportiv Morača, Podgorica Asistență: 4.500 Arbitri: Horáček, Novotný |

| 11 februarie 2013 19:00 | Randers HK | 18 – 25 | Győri Audi ETO KC | Elro Arena Randers, Randers Asistență: 1.374 Arbitri: Brunovský, Čanda |
| 11 februarie 2013 19:00 | Andersen 4 | (9-14)  | Görbicz, Løke 6   | Elro Arena Randers, Randers Asistență: 1.374 Arbitri: Brunovský, Čanda |
| 11 februarie 2013 19:00 | 4× 3× 1×   | Raport  | 4× 3×             | Elro Arena Randers, Randers Asistență: 1.374 Arbitri: Brunovský, Čanda |

| 16 februarie 2013 17:45 | Larvik HK          | 18 - 24 | Győri Audi ETO KC | Arena Larvik, Larvik Asistență: 4.430 Arbitri: Stark, Ștefan |
| 16 februarie 2013 17:45 | Riegelhuth Koren 4 | (10-8)  | Rédei Soós 6      | Arena Larvik, Larvik Asistență: 4.430 Arbitri: Stark, Ștefan |
| 16 februarie 2013 17:45 | 5× 1×              | Raport  | 3× 2×             | Arena Larvik, Larvik Asistență: 4.430 Arbitri: Stark, Ștefan |

| 17 februarie 2013 19:00 | Budućnost Podgorica | 24 - 22 | Randers HK | Centrul Sportiv Morača, Podgorica Asistență: 3.500 Arbitri: Baranowski, Lemanowicz |
| 17 februarie 2013 19:00 | Knežević 10         | (12-11) | Dalby 7    | Centrul Sportiv Morača, Podgorica Asistență: 3.500 Arbitri: Baranowski, Lemanowicz |
| 17 februarie 2013 19:00 | 4× 3×               | Raport  | 3×         | Centrul Sportiv Morača, Podgorica Asistență: 3.500 Arbitri: Baranowski, Lemanowicz |

| 2 martie 2013 15:00 | Randers HK | 20 – 20 | Budućnost Podgorica | Elro Arena Randers, Randers Asistență: 1.400 Arbitri: Gusko, Repkin |
| 2 martie 2013 15:00 | Dembélé 7  | (11–8)  | Cvijić 6            | Elro Arena Randers, Randers Asistență: 1.400 Arbitri: Gusko, Repkin |
| 2 martie 2013 15:00 | 3×         | Raport  | 2× 3×               | Elro Arena Randers, Randers Asistență: 1.400 Arbitri: Gusko, Repkin |

| 2 martie 2013 16:00 | Győri Audi ETO KC | 30 – 24 | Larvik HK          | Magvassy Mihály Sportcsarnok, Győr Asistență: 2.000 Arbitri: Cohen, Peretz |
| 2 martie 2013 16:00 | Amorim 7          | (15–13) | Riegelhuth Koren 6 | Magvassy Mihály Sportcsarnok, Győr Asistență: 2.000 Arbitri: Cohen, Peretz |
| 2 martie 2013 16:00 | 2× 4×             | Raport  | 4× 3×              | Magvassy Mihály Sportcsarnok, Győr Asistență: 2.000 Arbitri: Cohen, Peretz |

| 9 martie 2013 15:00 | Randers HK | 26 - 31 | Larvik HK                        | Elro Arena Randers, Randers Asistență: 1.673 Arbitri: Gubica, Milošević |
| 9 martie 2013 15:00 | Dalby 8    | (15-15) | Blanco, Hammerseng, Riegelhuth 6 | Elro Arena Randers, Randers Asistență: 1.673 Arbitri: Gubica, Milošević |
| 9 martie 2013 15:00 | 2× 3×      | Raport  | 4× 3×                            | Elro Arena Randers, Randers Asistență: 1.673 Arbitri: Gubica, Milošević |

| 10 martie 2013 19:00 | Budućnost Podgorica | 21 - 22 | Győri Audi ETO KC | Centrul Sportiv Morača, Podgorica Asistență: 4.500 Arbitri: Dentz, Reibel |
| 10 martie 2013 19:00 | Cvijić 6            | (12-13) | Görbicz 7         | Centrul Sportiv Morača, Podgorica Asistență: 4.500 Arbitri: Dentz, Reibel |
| 10 martie 2013 19:00 | 4× 3×               | Raport  | 4× 3× 1×          | Centrul Sportiv Morača, Podgorica Asistență: 4.500 Arbitri: Dentz, Reibel |

| 16 martie 2013 16:00 | Győri Audi ETO KC    | 32 - 24 | Randers HK        | Magvassy Mihály Sportcsarnok, Győr Asistență: 1.800 Arbitri: Marić, Mašić |
| 16 martie 2013 16:00 | Görbicz, Radičević 6 | (15-12) | Dalby, Jacobsen 5 | Magvassy Mihály Sportcsarnok, Győr Asistență: 1.800 Arbitri: Marić, Mašić |
| 16 martie 2013 16:00 | 2×                   | Raport  | 4× 3×             | Magvassy Mihály Sportcsarnok, Győr Asistență: 1.800 Arbitri: Marić, Mašić |

| 16 martie 2013 17:45 | Larvik HK    | 28 – 16 | Budućnost Podgorica | Arena Larvik, Larvik Asistență: 2.025 Arbitri: Opava, Válek |
| 16 martie 2013 17:45 | Hammerseng 8 | (13-5)  | Knežević 5          | Arena Larvik, Larvik Asistență: 2.025 Arbitri: Opava, Válek |
| 16 martie 2013 17:45 | 3× 2×        | Raport  | 2× 3×               | Arena Larvik, Larvik Asistență: 2.025 Arbitri: Opava, Válek |

### Grupa a 2-a
| Echipa                | M | V | E | Î | GM  | GP  | G   | Pct |
| --------------------- | - | - | - | - | --- | --- | --- | --- |
| RK Krim Ljubljana     | 6 | 4 | 0 | 2 | 161 | 149 | +12 | 8   |
| CS Oltchim Rm. Vâlcea | 6 | 4 | 0 | 2 | 154 | 142 | +12 | 8   |
| Ferencváros           | 6 | 3 | 0 | 3 | 163 | 173 | −10 | 6   |
| Zvezda Zvenigorod     | 6 | 1 | 0 | 5 | 159 | 173 | −14 | 2   |

| 3 februarie 2013 17:00 | Zvezda Zvenigorod | 24 – 29 | Krim Ljubljana | Sala Sporturilor „Olimpiskii”, Cehov Asistență: 1.200 Arbitri: Bonaventura, Bonaventura |
| 3 februarie 2013 17:00 | Nikolić 7         | (14–15) | Martín 8       | Sala Sporturilor „Olimpiskii”, Cehov Asistență: 1.200 Arbitri: Bonaventura, Bonaventura |
| 3 februarie 2013 17:00 | 1× 3×             | Raport  | 5× 3×          | Sala Sporturilor „Olimpiskii”, Cehov Asistență: 1.200 Arbitri: Bonaventura, Bonaventura |

| 3 februarie 2013 19:00 | CS Oltchim Rm. Vâlcea | 22 – 23 | Ferencváros | Sala Sporturilor Traian, Râmnicu Vâlcea Asistență: 3.028 Arbitri: Leszczynski, Piechota |
| 3 februarie 2013 19:00 | Barbosa 7             | (9–10)  | Pena 10     | Sala Sporturilor Traian, Râmnicu Vâlcea Asistență: 3.028 Arbitri: Leszczynski, Piechota |
| 3 februarie 2013 19:00 | 3×                    | Raport  | 3×          | Sala Sporturilor Traian, Râmnicu Vâlcea Asistență: 3.028 Arbitri: Leszczynski, Piechota |

| 10 februarie 2013 17:00 | Ferencváros | 35 – 34 | Zvezda Zvenigorod | Főtáv FTC Kézilabda Aréna, Budapesta Asistență: 2.498 Arbitri: Nikolić, Stojković |
| 10 februarie 2013 17:00 | Tomori 15   | (18–17) | patru jucătoare 5 | Főtáv FTC Kézilabda Aréna, Budapesta Asistență: 2.498 Arbitri: Nikolić, Stojković |
| 10 februarie 2013 17:00 | 6× 3×       | Raport  | 6× 3×             | Főtáv FTC Kézilabda Aréna, Budapesta Asistență: 2.498 Arbitri: Nikolić, Stojković |

| 10 februarie 2013 19:30 | Krim Ljubljana | 28 – 24 | CS Oltchim Rm. Vâlcea | Arena Stožice, Ljubljana Asistență: 3.500 Arbitri: Geipel, Helbig |
| 10 februarie 2013 19:30 | Penezić 11     | (13–10) | Bulatović 10          | Arena Stožice, Ljubljana Asistență: 3.500 Arbitri: Geipel, Helbig |
| 10 februarie 2013 19:30 | 1× 3×          | Raport  | 1× 2×                 | Arena Stožice, Ljubljana Asistență: 3.500 Arbitri: Geipel, Helbig |

| 16 februarie 2013 19:00 | CS Oltchim Rm. Vâlcea | 29 – 25 | Zvezda Zvenigorod | Sala Sporturilor Traian, Râmnicu Vâlcea Asistență: 2.873 Arbitri: Nikolov, Nacevski |
| 16 februarie 2013 19:00 | Bulatović 10          | (16–16) | Postnova 6        | Sala Sporturilor Traian, Râmnicu Vâlcea Asistență: 2.873 Arbitri: Nikolov, Nacevski |
| 16 februarie 2013 19:00 | 1× 3×                 | Report  | 3×                | Sala Sporturilor Traian, Râmnicu Vâlcea Asistență: 2.873 Arbitri: Nikolov, Nacevski |

| 17 februarie 2013 15:15 | Ferencváros | 30 – 26 | Krim Ljubljana | Főtáv FTC Kézilabda Aréna, Budapesta Asistență: 2.498 Arbitri: Kijauskaite, Zaliene |
| 17 februarie 2013 15:15 | Tomori 10   | (14–15) | Penezić 9      | Főtáv FTC Kézilabda Aréna, Budapesta Asistență: 2.498 Arbitri: Kijauskaite, Zaliene |
| 17 februarie 2013 15:15 | 2×          | Raport  | 4×             | Főtáv FTC Kézilabda Aréna, Budapesta Asistență: 2.498 Arbitri: Kijauskaite, Zaliene |

| 2 martie 2013 17:00 | Zvezda Zvenigorod      | 23 – 26 | CS Oltchim Rm. Vâlcea | Sala Sporturilor „Olimpiskii”, Cehov Asistență: 650 Arbitri: Schulze, Tönnies |
| 2 martie 2013 17:00 | Marenikova, Postnova 6 | (15–13) | Bulatović 7           | Sala Sporturilor „Olimpiskii”, Cehov Asistență: 650 Arbitri: Schulze, Tönnies |
| 2 martie 2013 17:00 | 2×                     | Raport  | 3×                    | Sala Sporturilor „Olimpiskii”, Cehov Asistență: 650 Arbitri: Schulze, Tönnies |

| 3 martie 2013 19:30 | Krim Ljubljana | 31 - 25 | Ferencváros | Arena Stožice, Ljubljana Asistență: 3.500 Arbitri: Stoļarovs, Līcis |
| 3 martie 2013 19:30 | Penezić 8      | (15-12) | Tomori 8    | Arena Stožice, Ljubljana Asistență: 3.500 Arbitri: Stoļarovs, Līcis |
| 3 martie 2013 19:30 | 3× 2×          | Raport  | 1× 2×       | Arena Stožice, Ljubljana Asistență: 3.500 Arbitri: Stoļarovs, Līcis |

| 9 martie 2013 16:00 | Ferencváros | 23 - 30 | CS Oltchim Rm. Vâlcea | Főtáv FTC Kézilabda Aréna, Budapesta Asistență: 2.498 Arbitri: Bonaventura, Bonaventura |
| 9 martie 2013 16:00 | Tomori 7    | (15-15) | Bulatović 7           | Főtáv FTC Kézilabda Aréna, Budapesta Asistență: 2.498 Arbitri: Bonaventura, Bonaventura |
| 9 martie 2013 16:00 | 1× 3×       | Raport  | 4× 3×                 | Főtáv FTC Kézilabda Aréna, Budapesta Asistență: 2.498 Arbitri: Bonaventura, Bonaventura |

| 10 martie 2013 19:30 | Krim Ljubljana | 27 - 23 | Zvezda Zvenigorod | Arena Stožice, Ljubljana Asistență: 3.800 Arbitri: Siewert Delle, Engberg |
| 10 martie 2013 19:30 | Torstenson 6   | (11-13) | Postnova 7        | Arena Stožice, Ljubljana Asistență: 3.800 Arbitri: Siewert Delle, Engberg |
| 10 martie 2013 19:30 | 3× 2×          | Raport  | 2× 3×             | Arena Stožice, Ljubljana Asistență: 3.800 Arbitri: Siewert Delle, Engberg |

| 16 martie 2013 17:00 | Zvezda Zvenigorod | 30 - 27 | Ferencváros            | Sala Sporturilor „Olimpiskii”, Cehov Asistență: 800 Arbitri: Engkebølle Stenrand, Kaerlund Birch |
| 16 martie 2013 17:00 | Postnova 8        | (12-16) | Szucsánszki, Tomori 10 | Sala Sporturilor „Olimpiskii”, Cehov Asistență: 800 Arbitri: Engkebølle Stenrand, Kaerlund Birch |
| 16 martie 2013 17:00 | 3×                | Raport  | 2× 3×                  | Sala Sporturilor „Olimpiskii”, Cehov Asistență: 800 Arbitri: Engkebølle Stenrand, Kaerlund Birch |

| 17 martie 2013 19:00 | CS Oltchim Rm. Vâlcea | 23 - 20 | Krim Ljubljana  | Sala Sporturilor Traian, Râmnicu Vâlcea Asistență: 3.140 Arbitri: Badura, Ondogrecula |
| 17 martie 2013 19:00 | Farcău 7              | (9-12)  | Penezić, Wörz 4 | Sala Sporturilor Traian, Râmnicu Vâlcea Asistență: 3.140 Arbitri: Badura, Ondogrecula |
| 17 martie 2013 19:00 | 2× 3×                 | Raport  | 6× 3×           | Sala Sporturilor Traian, Râmnicu Vâlcea Asistență: 3.140 Arbitri: Badura, Ondogrecula |